# 陳福裕
陳福裕（1964年—），台灣嘉義縣人，世新大學社會發展研究所畢業。曾任夏潮聯合會會長，該會以促進台灣海峽兩岸交流為主要活動。陳福裕同時身兼中華兩岸和平發展聯合會副主席、《兩岸犇報》社長，撰寫許多關於資本主義全球化、東亞經濟一體化和台灣海峽兩岸關係等議題的相關評論，對美國帝國主義及日本帝國主義多所批判。